# Iglesia de Senti

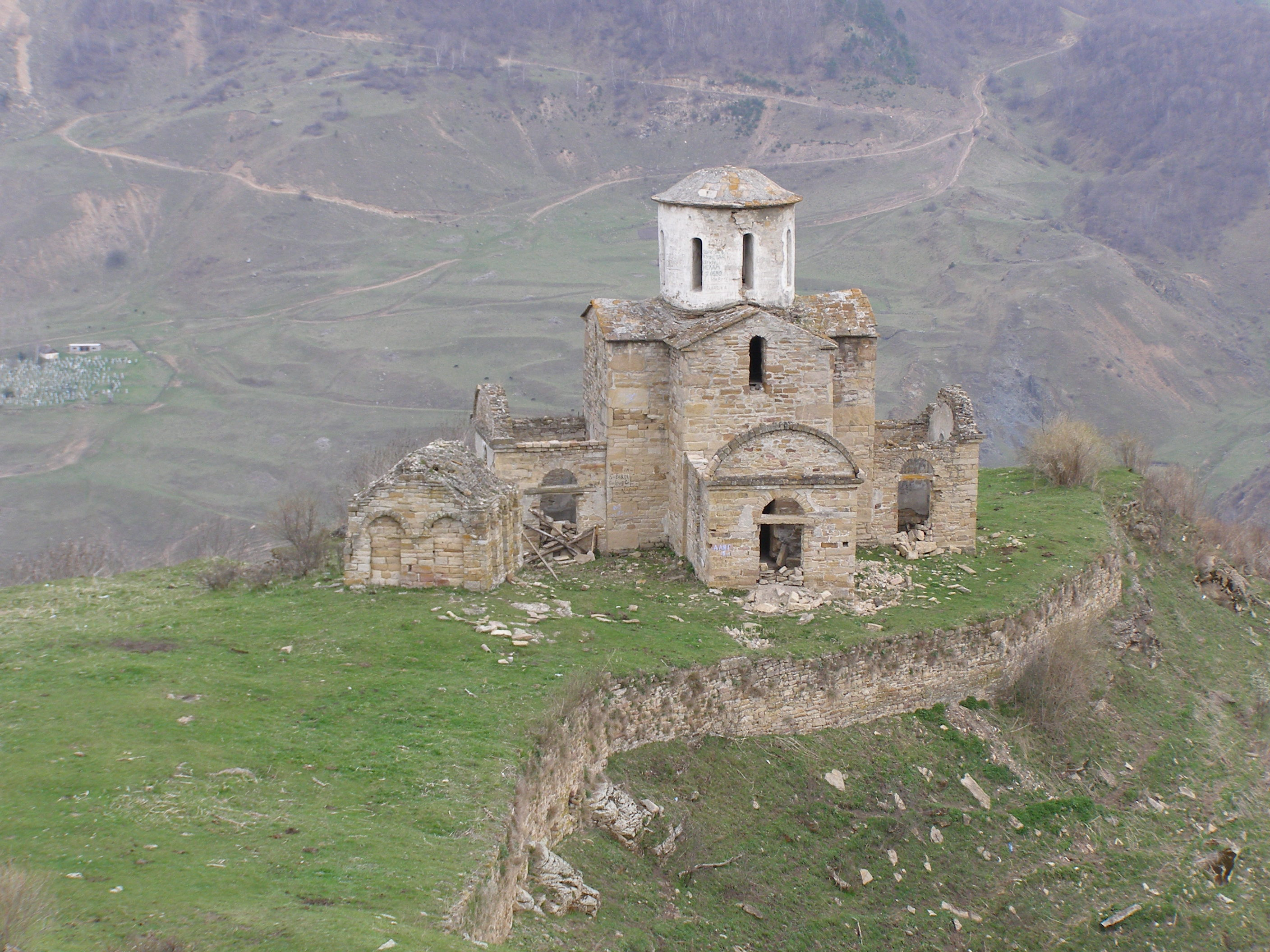
Iglesia de Senti.

La iglesia de Senti (del ruso: Сентинский храм) es una iglesia de piedra de estilo bizantino situada en el Gran Cáucaso de Rusia, en la orilla izquierda del río Teberdá, cerca del pueblo de Nízhnaya Teberda, 18 km al sur de Karacháyevsk, en Karacháyevo-Cherkesia, Rusia.
El diminuto edificio, de unos 10 m de altura, es notable por ser una de las iglesias más antiguas de Rusia. Al igual que la iglesia de Shoana y la catedral de Arjyz, se cree que se construyó en conexión con las actividades misioneras del Patriarca de Constantinopla Nicolás I el Místico en el primer cuarto del siglo X. Hay restos de frescos del siglo XI. La iglesia fue alterada por petición de las monjas de un cercano monasterio en el siglo XIX. Cerca de la iglesia se encuentran las ruinas de un antiguo mausoleo.